# Roberto Blades
Roberto Blades Bellido de Luna, né à Panama, est un chanteur panaméen de salsa qui effectua la plus grande partie de sa carrière aux États-Unis. Il est le frère de Rubén Blades.
Il se lança dans la musique après avoir été refusé dans les forces aériennes américaines. En 1981, il forma avec des musiciens un orchestre tropical appelé La Inmensidad. Le groupe sortit des titres comme Lágrimas ou Ya No Regreso Contigo. Après s'être associé à l'agent artistique de musique latine Emilio Estefan Jr., Blades gagna son premier Grammy Award pour son travail avec Gloria Estefan et Marc Anthony.
Parmi ses chansons les plus populaires, notons Lágrima, Señora, María, Detalles, El Artista Famoso (avec La Inmensidad), Poquita Fe, Flor Dormida, Si Estuvieras Conmigo, Víctima De Afecto, No Te Puedo Apartar et Ya No Regreso Contigo.

## Sources
- (es) Cet article est partiellement ou en totalité issu de l’article de Wikipédia en espagnol intitulé « Roberto Blades » (voir la liste des auteurs).